# Kremsbrücke
Kremsbrücke è una frazione di 128 abitanti del comune austriaco di Krems in Kärnten, nel distretto di Spittal an der Drau in Carinzia. Già comune autonomo istituito nel 1872 per scorporo dalla città di Gmünd in Kärnten, nel 1973 è stato fuso con l'altro comune soppresso di Eisentratten per formare il nuovo comune di Krems in Kärnten; Eisentratten era stato istituito come comune autonomo nel 1902 per scorporo dallo stesso Kremsbrücke.